# يان ميلر (لاعب فروسية استعراضية)
يان ميلر (بالإنجليزية: Ian Millar) (و. 1947  م) هو لاعب فروسية استعراضية كندي، ولد في هاليفاكس، شارك في الألعاب الأولمبية الصيفية 2012، والألعاب الأولمبية الصيفية 1984، والألعاب الأولمبية الصيفية 1988، والألعاب الأولمبية الصيفية 1976، والألعاب الأولمبية الصيفية 1972، والفروسية في الألعاب الأولمبية الصيفية 2008 – القفز للفرق ‏، والألعاب الأولمبية الصيفية 1992، والألعاب الأولمبية الصيفية 2000، والألعاب الأولمبية الصيفية 1996، والألعاب الأولمبية الصيفية 2008، والألعاب الأولمبية الصيفية 2004، ودورة الألعاب الأمريكية 2015.

## جوائز
حصل على جوائز منها:
- نيشان كندا من رتبة عضو.

## روابط خارجية
- يان ميلر على موقع الاتحاد الدولي للفروسية (الإنجليزية)
- يان ميلر على موقع FEI (رابط بديل) (الإنجليزية)
- يان ميلر على موقع اللجنة الأولمبية الدولية (الإنجليزية)
- يان ميلر على موقع أوليمبيديا (الإنجليزية)
- يان ميلر على موقع اللجنة الأولمبية الكندية (الإنجليزية)
- يان ميلر على موقع قاعة كندا للمشاهير الرياضية (الإنجليزية)
- يان ميلر على موقع قاعة أونتاريو للمشاهير الرياضية (مؤرشف) (الإنجليزية)